# 100イヤーズ
『100イヤーズ』（原題:100 Years）は、2015年に製作されたフランスのSF映画。公開は映画の完成から100年後となる2115年を予定している。アメリカ人俳優ジョン・マルコヴィッチ、中国人女優シュヤ・チャン、チリ人俳優マルコ・ザローが出演している。

## あらすじ
100年後の地球の姿を描かれており、「化学兵器によって荒廃し、自然に支配される地球」「テクノロジーに支配された暗黒の世界」「人間型ロボットから逃げ回る人間」の3パターンの物語が展開する。

## 登場人物 / キャスト
ヒーロー
演 - ジョン・マルコヴィッチ
ヒーロー・ガール
演 - シュヤ・チャン
バッド・ガイ
演 - マルコ・ザロー

## 製作
2015年11月、マルコヴィッチとロバート・ロドリゲスはレミーマルタンとチームを組み、100年かけて作られるコニャックルイ13世にインスピレーションを得た映画を製作したことを発表した。構想は完全な秘密となっているが、同月18日に「Retro」「Nature」「Future」の3本の広告が公開された。ファレル・ウィリアムスがルイ13世とコラボレーションして作曲した「100 Years」は、2117年に発売される予定になっている。

## 公開
完成した映画フィルムは防弾ガラスで防護された最先端金庫に保管され、公開日の2115年11月18日に自動開錠されることになっている。プレミア上映の鉄製招待券はマルコヴィッチ、ロドリゲスを含む世界各国の1,000人に配布され、彼らの子孫とルイ13世のセラーマスターが鑑賞する予定になっている。映画フィルムが保管された金庫は第69回カンヌ国際映画祭や各地の都市で展示された後、コニャック・コミューンにあるルイ13世のセラーに保管された。

## 外部サイト
- 100 Years - IMDb（英語）